# Де (Француска)
Де (фр. Daix) насеље је и општина у источном делу централне Француске у региону Бургоња, у департману Златна обала која припада префектури Дижон.
По подацима из 2011. године у општини је живело 1397 становника, а густина насељености је износила 118,39 становника/km². Општина се простире на површини од 11,8 km². Налази се на средњој надморској висини од 343 метара (максималној 476 m, а минималној 290 m).

## Демографија
| 1962. | 1968. | 1975. | 1982. | 1990. | 1999. | 2011. |
| ----- | ----- | ----- | ----- | ----- | ----- | ----- |
| 436   | 497   | 533   | 784   | 862   | 1.479 | 1.397 |

График промене броја становника у току последњих година